# Ágh István (költő)
Ágh István (született Nagy) (Iszkáz, 1938. március 24. –) a Nemzet Művésze címmel kitüntetett, Kossuth- és József Attila-díjas magyar költő, író, műfordító. Nagy László öccse. A Magyar Művészeti Akadémia Irodalmi Tagozatának tagja (1992), a Digitális Irodalmi Akadémia alapító tagja.

## Élete

Az 1988-as Szép versek antológiában (Kecskeméti Kálmán felvételén)

Szülei Nagy Béla és Vas Erzsébet. Általános iskolai tanulmányait szülőfalujában végezte, majd Tapolcán járt gimnáziumba 1952–1956 között. Érettségi vizsgája után az Eötvös Loránd Tudományegyetem magyar–könyvtár szakán folytatott tanulmányokat, 1961-ben szerzett magyar nyelv- és irodalom szakos középiskolai tanári oklevelet és okleveles könyvtáros diplomát.
Először könyvtárosi pályára lépett, majd folyóirat-szerkesztőként dolgozott. 1961–62-ben az építők szakszervezetében, majd 1969-ig a Népművelési Intézetben könyvtáros. Tagja volt a Hetek nevű költői csoportosulásnak. (1967–68-ban tanulmányúton járt Jugoszláviában, Macedóniában. 1968–1970 között a Munka című folyóirat kulturális rovatának vezetője. 1971-től szabadfoglalkozású író. 1975-ben az Új Írás versrovatvezetője. 1985–1990 között a Magyar Nemzet szerződéses munkatársa irodalmi publicisztikára. 1992 óta a Magyar Művészeti Akadémia tagja. 1997 óta a Hitel c. folyóirat munkatársa. A közbeeső időszakokban szellemi szabadfoglalkozású író. A 2008-ban alapított Bella István-díj, illetve a 2000-ben alapított Zelk Zoltán-díj kuratóriumának tagja.
Első verskötete 1965-ben jelent meg. Azóta több mint tucatnyi új verses- és három válogatott kötete látott napvilágot. Versei a peremlétet világítják meg szürrealisztikus képgazdagsággal, több verstípusa van: dal, többszólamú kompozíció és mozaik vers. Gyermekversei Krumplinyomó huszár (1977) című kötetében olvashatók. Versei gyakran jelentek meg a Kortársban, a Tiszatájban és más szépirodalmi folyóiratokban. Prózája is több típust foglal magában, jegyzeteket, naplókat, szociografikus írásokat, tárcákat, kritikákat, portrékat, s önéletrajzi forrásokból táplálkozó műveket, melyek testvérének, Nagy Lászlónak alakjára is rávilágítanak.
Bolgár, cseh, észt, finn, macedón, szerb, szlovén nyelvekből fordított verseket, amelyek különböző antológiákban olvashatók. Mile Nedelkoszki versei című kötete 1982-ben jelent meg, bátyjával, Nagy Lászlóval fordította. Miodrag Pavlović: Fényes és sötét ünnepek című kötetet fordította Ács Károllyal és másokkal (1988).
Ágh István a Digitális Irodalmi Akadémia egyik alapítója.

## Magánélete
Első házasságát 1961-ben Láng Zsuzsannával kötötte, ebből született Zsófia lánya (1962). Ez a házassága válással végződött. Második felesége Széles Judit textilművésznő, tőle született Eszter nevű leánya (1972).

## Művei

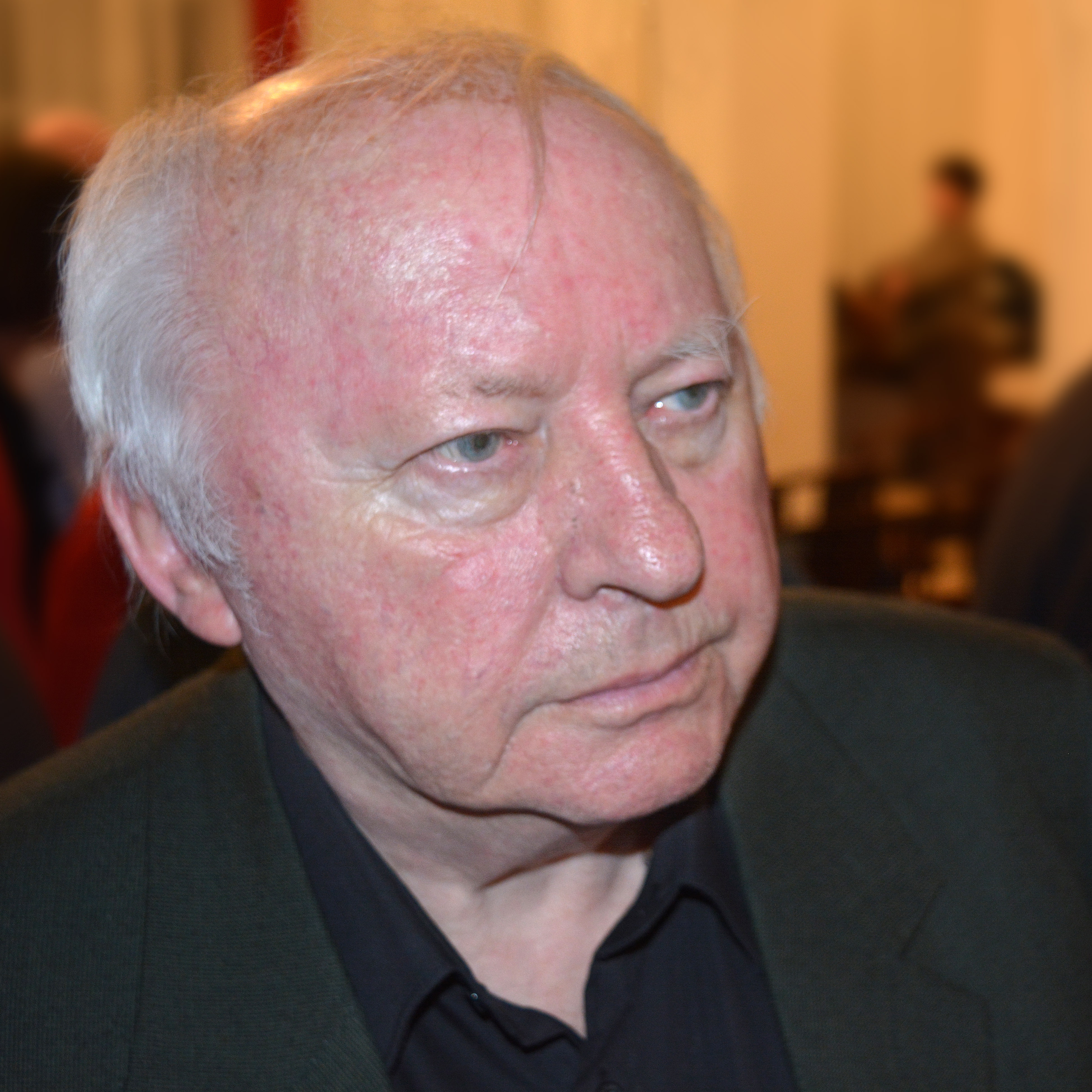
2016

### Versek
- Szabad-e énekelni (1965)
- Rézerdő (1968)
- A tündér megkötözése (1971)
- Jóslatok az újszülöttnek (1973)
- Jól vagy? (1977)
- Boldog vérem (1979)
- Napvilág (1981)
- Keseredik a föld héja (1984)
- Napló és tulipán (1987)
- Emberek éltek itt (1991)
- Évfordulók (1994)
- Mivé lettél (1998)
- A képzelet emléke (2000)
- Válogatott versek (2000)
- Semmi sem úgy (2003)
- A megtalált időből (2005)
- Hívás valahonnan (2011)
- Összegyűjtött versek I-II. (2013)
- Válasz hazulról. Versek; Nap, Bp., 2015 (Ágh István életműsorozat)
- Elvarázsolt ének; Nap, Bp., 2017
- Szélcsend. Versek; Nap, Bp., 2020

### Szociográfiák
- A madár visszajár (1973)
- Dani uraságnak (1984)
- Utolsó terelés az őszi legelőn (1989)
- Októberi fogadalom (2006)
- Dani uraságnak; 3. jav. kiad.; Nap, Bp., 2018 (Magyar esszék)

### Ifjúsági ismeretterjesztő könyvek
- Üres bölcsőnk járása (1979)
- Hányat nézek a naptárban? (1980)

### Gyermekversek
- Krumplinyomó-huszár (1977)

### Meseregények
- Struga manó csöngölődzik (1982)
- Felekirály (1985)
- Parazsat evő paripa (1995)
- Három nap egy esztendő. Magyar népmesék; Nap, Bp., 2019 (Ágh István életműsorozat)

### Kisregények
- Egymás mellett (1986)

### Regények
- Rókacsárda (1993)

### Családtörténetek, memoárok, beszélgetések
- Kidöntött fáink suttogása (1990)
- "Ha győzöm csodálkozással". Beszélgetések Ágh Istvánnal; vál. Ekler Andrea; Nap, Budapest, 2023 (Ágh István életműsorozat)

### Esszék
- Egy álom következményei (1983)
- Virágárok (1996)
- Ahogy a vers mibennünk (2000)
- Szavak honvágya. Esszék; Nap, Bp., 2013 (Magyar esszék)

### Elbeszélések
- Árokból jön a törpe (1997)

## Díjai és kitüntetései
- József Attila-díj (1969, 1980)
- TOT-díj (1975)
- Ady-jutalomdíj (1978)
- A Móra Könyvkiadó Nívódíja (1979, 1980, 1981)
- Vas Megye Tanácsa Irodalmi Nívódíja (1984)
- Artisjus Irodalmi Díj (1986)
- A Magvető Könyvkiadó Nívódíja (1988)
- Kortárs-díj (1989)
- Kossuth-díj (1992)
- A Magyar Köztársasági Érdemrend tisztikeresztje (1994)
- Nagy Imre-emlékplakett (1993)
- Magyar Művészetért díj (1995)
- Az Év Könyve Jutalom (1997, 1998)
- Tiszatáj-díj (1999)
- Déry Tibor-díj (2005)
- Arany János-nagydíj (2007)
- Radnóti-díj (2008)
- Prima díj (2009)
- Győri Könyvszalon alkotói díj (2010)[2]
- Balassi Bálint-emlékkard (2010)
- A Nemzet Művésze (2014)
- Kölcsey-emlékplakett (2016)[3]
- Magyar Örökség díj (2018)[4]
- Újbuda díszpolgára (2019)[5]
- A Magyar Érdemrend középkeresztje (2023)